# Les enfants, j'adore !
Les enfants, j'adore ! est un téléfilm français réalisé par Didier Albert et diffusé en 2006 à la télévision. 

## Fiche technique
- Scénario : Claire Borotra et Samantha Mazeras
- Durée : 91 minutes
- Pays :  France

## Distribution
- Claire Borotra : Estelle Constant
- Yvon Back : Renaud Morin
- Marie-France Pisier : Jacqueline
- Patrick Guérineau : Stéfano Paudretto
- Laurent Ournac : Michel
- Zacharie Chasseriaud : Arthur Morin
- Zoé Duthion : Léa Morin
- Éléonore Gosset : Joséphine
- Cyrille Eldin : Roméo
- Maud Le Guenedal : Maëva
- Pétronille Moss : La standardiste
- Claude Sesé : L'agent de sécurité
- Patrick Seguillon : L'attaché de presse
- Laurent Savard : Le chauffeur de taxi
- Marine Platini : L'infirmière standard
- Alexie Ribes : La serveuse du restaurant
- Manon Chevallier